# Anua arfaki
Anua arfaki är en fjärilsart som beskrevs av George Thomas Bethune-Baker 1910. Anua arfaki ingår i släktet Anua och familjen nattflyn. Inga underarter finns listade i Catalogue of Life.